# Banda Paskenta d'indis nomlaki
La banda Paskenta d'indis nomlaki, o en llur pròpia llengua Nomlāqa Bōda, és una tribu reconeguda federalment dels nomlakis. Els nomlaki són wintuns centrals, o nomlakis del riu i del turó, uns amerindis de Califòrnia, situats als comtats de Tehama i Glenn.

## Terra tribal
La ranxeria Paskenta fou creada, junt amb altres ranxeries wintun, en 1906 i 1909. En 1920 la ranxeria tenia 260 acres. En 1959 la ranxeria fou terminada sota la Llei de Terminació de Ranxeries de Califòrnia, i les terres foren venudes a persones no natives. L'actual ranxeria té 2.000 acres.

## Govern
La banda Paskenta té la seu a Orland (Califòrnia). El govern dels Estats Units terminà unilateralment el reconeixement de la tribu en 1959 sota la política de terminació índia; tanmateix la tribu va guanyar novament el reconeixement federal en 1994. L'actual cap tribal és Andy Freema, qui succeí Everett Freeman, personatge fhoamental en el reconeixement tribal.

## Idioma
La banda Paskenta parla nomlaki, de les llengües wintun, que es creu que formen part del grup penutià.

## Desenvolupament econòmic
La tribu posseeix i gestiona el Casino Rolling Hills, el restaurant Timbers Restaurant and Steakhouse, Rolling Hills Buffet, HB's Lounge, i un café espresso a Corning (Califòrnia).